# 代表なくして課税なし
「代表なくして課税なし」（だいひょうなくしてかぜいなし、英語: No Taxation Without Representation）とは、アメリカ独立戦争（1775年 - 1783年）時のスローガンの一つ。
当時、イギリス領であった北アメリカ東部に植民していた人々は、税を課せられていながら自ら選出した代議士をロンドンにある英国議会へ送ることが許されておらず（投票権を持たない議員を1人だけ送ることが許されていた）、これを不服とした植民地民の間でイギリス本国への反感が生まれ、独立への気運を高めた。「代表無しの課税」はイギリスの行った主要な不法行為の一つとしてアメリカ独立宣言においても挙げられている。

## 起源
人民が自ら選出した代議士の承認無しに政府が人民を課税することは不当であるという理念自体は、13世紀に制定されたマグナ・カルタに由来するもので、以来イギリス法において長らく人民の権利の一つとして保証されてきていた。
独立戦争時のスローガンとしての「代表なくして課税なし (No taxation without representation)」は、マサチューセッツ州ボストンにあるオールド・ウェスト・チャーチの牧師ジョナサン・メイヒューが同教会において行った説教において言ったのが最初であるとされる。同種のスローガンである「代表なしの課税は暴政である (Taxation without representation is tyranny)」は、マサチューセッツ州の弁護士ジェイムズ・オーティスが1764年にイギリスの課税を批判するパンフレットにおいて言ったのが最初とされる。

## 近年の使用

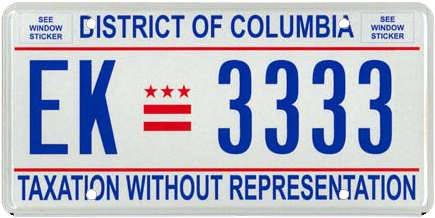
「代表なき課税」と下部に書かれたDCのナンバープレート

コロンビア特別区（ワシントンDC）は議決権をもった連邦議会議員を選出することができない（下院に議決権のない代表を送るのみ）ため、州昇格運動のスローガンの一つとして用いられている。
2000年には市の運輸当局が「代表なき課税」と書かれた自動車ナンバープレートを発行している。2007年には25セント硬貨の地方デザインとして「代表なき課税」か「代表なくして課税なし」とデザインに入れることを提案したが、造幣局に却下され、DCの標語でもある「公正を全員に」(Justice for all) で妥協した。
また現代のティーパーティー運動でも、近年の財政膨張は国民の意図に反するものであるという主張をもとに唱えられることもある。
なおDCと同様に下院に議決権のないオブザーバー代表者を送るのみであるプエルトリコや北マリアナ、アメリカンサモアなどの海外領土の住民には合衆国の連邦税が課税されない。ただしDCと異なり大統領選についても住民は選挙権を有しない。なおオブザーバー代表者制度は1992年に導入されたものであるため、アメリカ統治時代の沖縄においてはこのような代表者は存在しなかった。